# Isla Caigüire
Isla Caigüire es una isla de Venezuela ubicada en el Lago de Valencia, en el centro norte de ese país suramericano en las coordenadas geográficas 10°08′45″N 67°37′52″O / 10.14583, -67.63111. Administrativamente  hoy en día es del Estado Aragua. Tiene una superficie estimada de 35 hectáreas (equivalentes a 0,35 km²). En sus partes más bajas posee algunos cultivos.